# Harsány
Harsány község Borsod-Abaúj-Zemplén vármegyében, a Miskolci járásban.

## Fekvése
Miskolctól közúton 11 kilométerre délre fekszik, a Csincse-patak mentén.
A környező települések: északkelet felől Bükkaranyos (kb. 5 km), délkelet felől Emőd (10 km), dél felől Vatta (8 km), délnyugat felől Borsodgeszt, északnyugat felől pedig Kisgyőr (9 km). A két legközelebbi város Emőd, illetve a 11 kilométerre fekvő vármegyeszékhely, Miskolc.

### Megközelítése
Csak közúton érhető el, a Miskolctól Vattától húzódó 2515-ös úton; határszélét érinti még a Kisgyőrre vezető 25 117-es számú mellékút is.

## Nevének eredete
A település nevének eredete vitatott. Egyes elképzelések szerint a 11. század végén, 12. század elején, a magyar hárs, hársfa főnévből alakult ki a falu neve, az eredetileg kicsinyítő funkciójú, de a valamivel való ellátottság kifejezésére is szolgáló -n(y) képzővel, így a település neve a hárs fanév kicsinyítő képzős származéka lenne. Elképzelhető azonban, hogy a település még korábban, a honfoglalás korában kapta nevét, ugyanis a honfoglaló magyarokhoz csatlakozott három kabar törzs egyikének, a „Wosciani”-nak lejegyzett törzsnek az elnevezése - hangtani változások következtében - településnevekben Varsány és Harsány alakban maradt fenn - például Körösnagyharsány nevét is ez utóbbira vezetik vissza.

## Címerének leírása
Harsány ma használatos hivatalos címerleírása: Kerek talpú pajzs kék mezejében a pajzstőben könyökben meghajlított, szőlőfürtöt tartó kar lebeg. Alatta „V” alakban keresztbe tett két pálmaág fogja közre a nyitott koronát. A címerkép motívumai aranyszínűek. A falu zászlaja sárga színű, alsó és felső szélén egy-egy keskenyebb kék sávval. A sárga, szélesebb mezőben látható a címer.

## Története

### A falu története a régmúlttól 1945-ig
A falu régi település. Már a bronzkorban jelentős szerepet töltött be. A honfoglalás előtt hun-avar település volt. Erre utalnak a község határában található avar-gyűrűk. Halom-vár, Leány-vár, Bagoly-vár, ezek a honfoglalás után fontos katonai szerepet töltöttek be. Ezek a közel 200 méter magasságú, kúp alakú dombok, a fontos kereskedelmi útvonal figyelő állomásai voltak. A dombok tetejéről jó kilátás nyílt az alacsonyabb területekre, ezért idővel itt földvárakat emeltek, melyek támaszpontul szolgáltak az itt állomásozó harcosoknak. Ezeket a földvárakat a tatárjárás könnyűszerrel lerombolhatta, elfoglalhatta. Az egyházszervezés nagy változást hozott az itt élők életében. A falu az egri püspökség birtoka lett, és az egyház fenntartására tizedet volt köteles fizetni. A 16. század közepén már jelentős település: oppidium (mezőváros).
A térség egyik központja, az egyik legjelentősebb szőlőtermelő hely. A reformáció tanításai eljutottak e vidékre is, ezzel megszűnt a katolikus vallás egyeduralma. A reformáció kezdetén Harsány áttért a református hitre, és a reformátusok önálló egyházat alapítottak 1576-ban.
1596-ban Eger vára török kézre került, s ezzel nyitva állt előttük az út a Felvidék felé. Az utolsó nagy csatát a törökkel Mezőkeresztes határában vívták. A háromnapos ütközetben a magyar sereg vereséget szenvedett. A törökök a győzelem után vagy száz környező falut dúltak fel és raboltak ki, így Harsányt is. Egyesek szerint egy kisebb csata zajlott le a Kisgyőr melletti Kék-mezőn. Harsány 1596 után török területté vált, az adót Hatvanba fizette, majd az egri pasának küldte a „harácsot”.
A Rákóczi-szabadságharc alatt a falu szegényei lelkesen csatlakoztak Esze Tamás kurucaihoz. Harsány nemcsak gabonával hanem borral is segítette a felkelőket. 1735-ben felépült a római katolikus templom, és a reformátusokat a katolikus papoknak vetik alá. A reformátusok száma az ezt követő üldöztetés miatt ezután folyamatosan csökken.
Az 1848–49-es forradalom és szabadságharc alatt földrajzi helyzetéből adódóan a falu gyakran volt a hadseregek felvonulási területe. A tavaszi hadjárat alatt Klapka György honvéd tábornok csapatai is táboroztak itt. 1831-ben és 1873-ban nagy kolerajárvány pusztított a környéken. Harsányban a 279 kolerában megbetegedett emberből 58 halt meg. A betegség leginkább a szegények közül szedte áldozatait.
Az első világháború kitörésekor, 1914. július 13-án este érkezik el Harsányba az általános mozgósítást elrendelő parancs. Ekkor számos gazda kocsiját, lovát volt kénytelen átadni a kincstárnak. A háború okozta rendkívüli állapotot jelzi, hogy az iskolák sokáig hadikórház céljára voltak lefoglalva. A világháborúba a falu 382 katonát küldött, akik közül 60 halt hősi halált. Az ő emlékükre állított emlékművet, 1938. június 19-én leplezték le. A Tanácsköztársaság ideje alatt a faluban is megalakul a helyi direktórium, és a Vörös-hadsereg több alkalommal is állomásozik a környéken. A második világháború alatt, 1944-ben Harsány a német, majd Miskolc szovjet megszállása után a szovjet csapatok átvonulási területe. A falut 1944. november 14-én adták fel a német csapatok. A környéken dúló harcokban elesett német katonák sírját előbb egy vaskereszt, majd egy kis sírkert jelezte, amire 1994-ben került egy márványlap. Ebben a háborúban 46 harsányi vesztette életét, többségük Szovjetunió területén halt hősi halált.
1945-ben megalakult Harsányban is a Nemzeti Bizottság, a falu irányítására.
A településen keresztülfolyó Csincse-patakon régen vízimalom működött, melynek a faluban a Malom utca elnevezése állít emléket.

### Fontosabb események 1945-től napjainkig
A lakásokban az első villanykörték csak 1962 nyarán kezdtek el világítani, a közvilágítás szeptemberre készült el. A vezetékes ivóvízhálózat az 1980-as évek végére épült ki mindenhol.
Az új, hat tantermes iskolát, a két óvodai foglalkoztatót, a konyhát, valamint a kiszolgáló létesítményeket is magában foglaló épületegyüttest 1985 januárjában adták át.
A fejlesztéseknek köszönhetően a község egész területén rendelkezésre áll a vezetékes földgáz, 2002 novemberében pedig befejeződött a szennyvízhálózat kiépítése. 2003 májusában került beüzemelésre a kábeltelevíziós hálózat. 2004 májusától működik a Teleház. A faluban háziorvos, fogorvos, védőnő, gyógyszertár, szociális gondozó, gyermek és családsegítő szolgálat működik.

## Közélete

### Polgármesterei
- 1990–1994: Papp Dezső (MDF)[5]
- 1994–1998: Papp Dezső (független)[6]
- 1998–2002: Papp Dezső (független)[7]
- 2002–2006: Papp Dezső (független)[8]
- 2006–2010: Papp Dezső (független)[9]
- 2010–2014: Szabó Gergely (független)[10]
- 2014–2019: Szabó Gergely (Fidesz-KDNP)[11]
- 2019–2019: Szabó Gergely (Fidesz-KDNP)[12]
- 2020–2024: Bihari Lajosné (Fidesz-KDNP)[13]
- 2024– : Hazadiné Szilvási Mária (Fidesz-KDNP)[1]

A településen 2020. február 23-án időközi polgármester-választást kellett tartani, mert az előző polgármester, nem sokkal a 2019. októberi újraválasztása után, november 22-én lemondott posztjáról (őt a megyei közgyűlés alelnökévé választották, ezért nem tudta tovább ellátni feladatait a település élén).

## Népesség
A település népességének változása:
| Lakosok száma | 2041 | 2022 | 2016 | 1975 | 1929 | 1951 | 1924 |
|               | 2013 | 2014 | 2015 | 2021 | 2022 | 2023 | 2024 |

2001-ben a település lakosságának 99%-a magyar, 1%-a cigány nemzetiségűnek vallotta magát.
A 2011-es népszámlálás során a lakosok 89,5%-a magyarnak, 4,5% cigánynak, 0,2% németnek mondta magát (10,5% nem válaszolt; a kettős identitások miatt a végösszeg nagyobb lehet 100%-nál). A vallási megoszlás a következő volt: római katolikus 47,3%, református 21,8%, görögkatolikus 2,1%, evangélikus 0,5%, felekezeten kívüli 9,2% (17,5% nem válaszolt).
2022-ben a lakosság 88,5%-a vallotta magát magyarnak, 3,7% cigánynak, 0,4% németnek, 0,1-0,1% örménynek, bolgárnak, ukránnak, szlováknak, szerbnek és románnak, 2,6% egyéb, nem hazai nemzetiségűnek (11,1% nem nyilatkozott; a kettős identitások miatt a végösszeg nagyobb lehet 100%-nál). Vallásuk szerint 33% volt római katolikus, 19,3% református, 1,6% görög katolikus, 0,9% egyéb keresztény, 0,3% evangélikus, 0,1% ortodox, 7,9% felekezeten kívüli (36,4% nem válaszolt).

## Nevezetességek

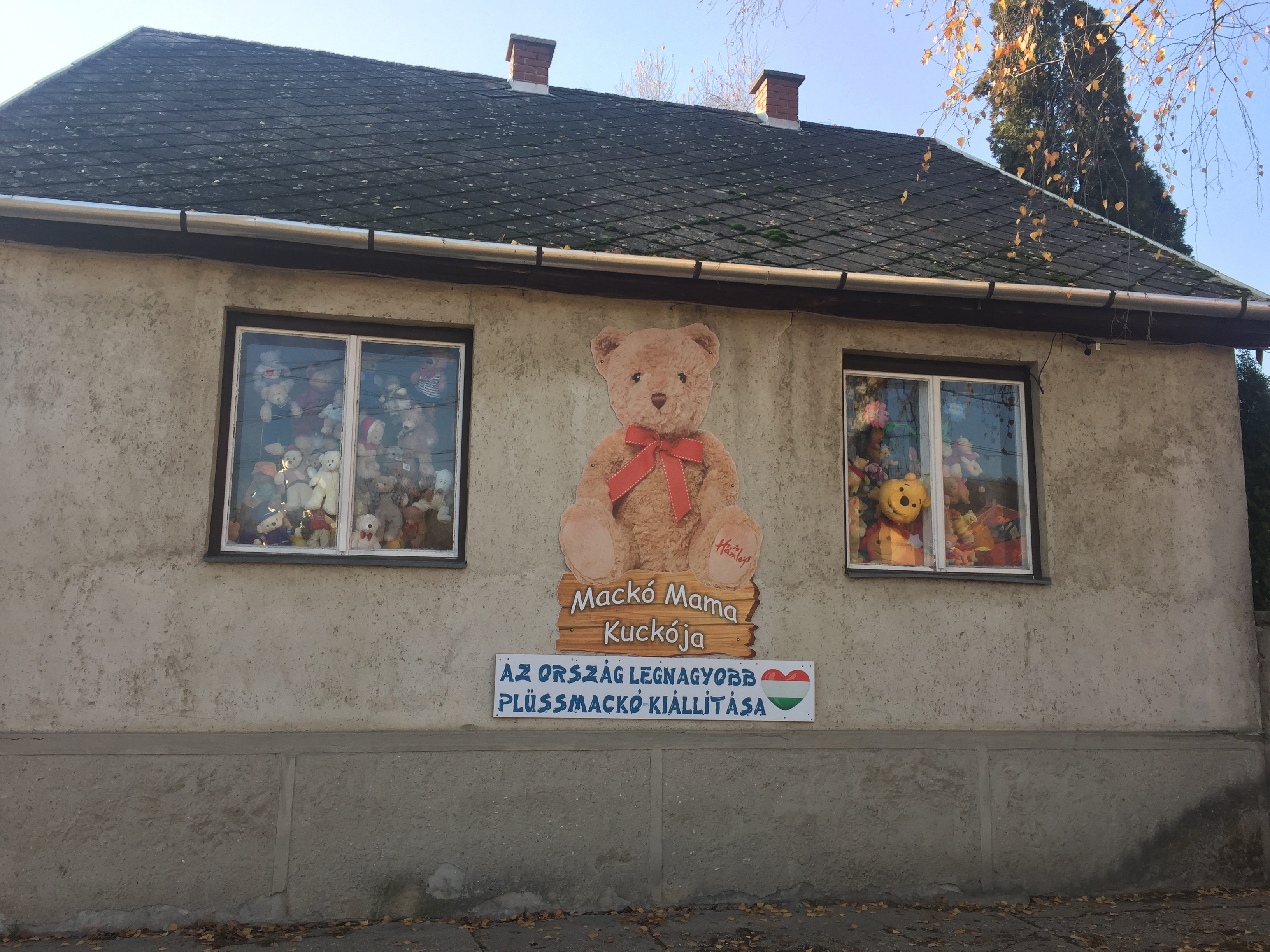
Mackó Mama Kuckója

- Mackó Mama Kuckója. A 2015-ben nyílt állandó kiállítás az ország legnagyobb plüssmackó kiállítása. A gyűjtemény több, mint 7500 darabból áll.
- Harsányi-tó
- Harsányi Kalandpark

## Civil szervezetek
- Harsányi Hunyadi Mátyás Általános Iskoláért Oktatási Alapítvány
- Kék Nefelejcs Hagyományőrző Népdalkör Egyesület
- Harsányi Polgárőr Egyesület
- Harsányi Sport Egyesület
- Harsányi Gazdatárlatért Alapítvány

## Testvértelepülés
- Aldersbach, Németország, 1994. július 29-e óta.
- Parajd, Székelyföld, 2013. június 4-e óta.[forrás?]